# Luxgen7 SUV
Luxgen7 SUV — среднеразмерный кроссовер тайваньской автомобильной марки Luxgen. Дебютная модель компании в России (начало продаж — сентябрь 2013 г.). Локальная сборка (методом CKD-сборки) осуществляется на заводе Derways в Карачаево-Черкесии с августа 2013 года.

## О модели
Автомобиль оборудован четырёхцилиндровым двигателем с турбокомпрессором MEFI, разработанным ChungHwa Engine Corp. и произведённым Delphi Corporation. Турбокомпрессоры же поставляются компанией Garrett AiResearch. Двигатели только бензиновые, модификации с дизельным двигателем отсутствуют. 5-скоростная автоматическая коробка передач производится Aisin Seiki Co. Привод передний или полный (три режима работы). На базе информационной платформы Think+ (разработана совместно с HTC) доступны система кругового обзора, система слежения за слепыми зонами, функция ночного видения и система слежения за дорожной разметкой.

## Галерея
- Luxgen7 SUV в Китае, 2023
- Luxgen7 SUV в Китае, вид сбоку
- Luxgen7 SUV в Москве, вид сзади